# Aquilex
Aquilex is een geslacht van kevers uit de familie van de loopkevers (Carabidae). De wetenschappelijke naam van het geslacht is voor het eerst geldig gepubliceerd in 1990 door Moret.

## Soorten
Het geslacht Aquilex is monotypisch en omvat slechts de volgende soort:
- Aquilex diabolicola Moret, 1990